# Spherillo squamatus
Spherillo squamatus is een pissebed uit de familie Armadillidae. De wetenschappelijke naam van de soort is voor het eerst geldig gepubliceerd in 1904 door Gustav Budde-Lund.